# Hendrik III van Eppenstein
Hendrik III van Eppenstein (circa 1050 - 4 december 1122) was van 1090 tot 1122 hertog van Karinthië en markgraaf van Verona. Hij was de laatste hertog uit het huis Eppenstein.

## Levensloop
Hij was de zoon van Markwart IV van Eppenstein en Liutbirg van Plain. Zijn oudere broer Liutold was in 1077 hertog van Karinthië geworden na de afzetting van Berthold van Zähringen, die niet meer loyaal was aan Heilig Rooms keizer Hendrik IV.
Na de dood van zijn broer Liutold in 1090, die geen nakomelingen had, werd hij door keizer Hendrik IV benoemd tot de nieuwe hertog van Karinthië. In 1105 overtuigde hij de latere keizer Hendrik om zijn vader af te zetten als keizer van het Heilig Roomse Rijk. Ook vocht hij in 1121 een gewapend conflict uit met prins-bisschop van Salzburg Koenraad I van Abensberg.
In 1122 overleed hij zonder nakomelingen na te laten, waardoor het huis Eppenstein uitstierf. Als hertog van Karinthië werd hij opgevolgd door zijn peetzoon Hendrik IV, afkomstig uit het huis Sponheim.